# Troickoje (rejon kurczatowski)
Troickoje (ros. Троицкое) – wieś (ros. деревня, trb. dieriewnia) w zachodniej Rosji, w sielsowiecie kostielcewskim rejonu kurczatowskiego w obwodzie kurskim.

## Geografia
Miejscowość położona jest nad rzeką Prutiszcze, 5 km od centrum administracyjnego sielsowietu kostielcewskiego (Kostielcewo), 21,5 km od centrum administracyjnego rejonu (Kurczatow), 42 km od Kurska.

## Demografia
W 2010 r. miejscowość zamieszkiwało 13 osób.